# Saison 2021 des Bengals de Cincinnati
Chronologie
Précédent Suivant
La saison 2021 est la 52e saison des Bengals de Cincinnati dans la National Football League, leur 54e au total de leur histoire et leur troisième sous la direction de Zac Taylor. 
Ils jouent également avec de nouveaux uniformes, les anciens datant de 2004.
Les Bengals ont terminé la saison régulière avec un bilan de 10 victoires pour 7 défaites, soit avec plus de victoires que lors des deux saisons écoulées. La saison 2021 est leur première avec un bilan positif ainsi que leur première apparition en série éliminatoire et leur premier titre de la division AFC Nord depuis 2015. 
Ils participent également à leur premier Super Bowl depuis le Super Bowl XXIII de 1988,.
Les Bengals ont commencé leur série éliminatoire en battant les Raiders de Las Vegas lors du tour de Wild Card ce qui constitue leur première victoire en match éliminatoire depuis 1990, soit après la plus longue période sans victoire en séries éliminatoires de l'histoire de la NFL. Ils battent ensuite en déplacement les deux équipes données favorites de leur conférence. Tout d'abord les Titans du Tennessee (no 1 de l'AFC) en finale de division (première victoire en déplacement en série éliminatoire de leur histoire). Qualifiés pour leur première finale de conférence AFC depuis 1988, ils battent en déplacement les Chiefs de Kansas City au cours de la prolongation. 
Ils sz qualifient pour le Super Bowl LVI, le troisième Super Bowl de l'histoire de la franchise et le premier depuis 33 saisons. 
Le quarterback Joe Burrow est devenu le premier quarterback de deuxième année depuis Russell Wilson en 2014 à atteindre un Super Bowl. Il est également le premier quarterback sélectionné en premier choix global lors d'une draft de la NFL à se qualifier pour un Super Bowl au cours de ses deux premières saisons NFL. 
Les Bengals seront désignés comme équipe à domicile pour affronter les Rams de Los Angeles le 13 février.

## Avant-saison

### Joueurs libres
Au 15 mars 2021 

#### Libre
| Poste | Joueur              | Équipe 2021                        | Date de signature | Contrat                     |
| ----- | ------------------- | ---------------------------------- | ----------------- | --------------------------- |
| CB    | Mackensie Alexander | Vikings du Minnesota               | 26 mars           | 1 an - 1,127 million de $   |
| QB    | Brandon Allen       | Bengals de Cincinnati              | 10 mars           | 1 an - 1,5 million de $     |
| K     | Randy Bullock       | Lions de Détroit                   | 18 mars           | 1 an - 1,5 million de $     |
| MLB   | Josh Bynes          | Panthers de la Caroline            | 11 août           | 1 an - 850 000 $            |
| TE    | Cethan Carter       | Dolphins de Miami                  | 15 mars           | 3 ans - 7,8 million de $    |
| DT    | Christian Covington | Chargers de Los Angeles            | 10 mai            | 1 an - 990 000 $            |
| DT    | Mike Daniels        | Bengals de Cincinnati              | 31 mars           | 1 an - 2,5 million de $     |
| WR    | Alex Erickson       | Texans de Houston                  | 18 mars           | 1 an - 1,2 million de $     |
| OLB   | Jordan Evans        | Bengals de Cincinnati              | 28 mars           | 1 an - 1,127 million de $   |
| WR    | A. J. Green         | Cardinals de l'Arizona             | 17 mars           | 1 an - 8 million de $       |
| LS    | Clark Harris        | Bengals de Cincinnati              | 3 mars            | 1 an - 1,2 million de $     |
| P     | Kevin Huber         | Bengals de Cincinnati              | 22 mars           | 1 an - 1,637 million de $   |
| DE    | Margus Hunt         | Cardinals de l'Arizona             | 11 août           | 1 an - 1,075 million de $   |
| CB    | William Jackson III | Washington Football Team           | 16 mars           | 3 ans - 42 million de $     |
| DE    | Carl Lawson         | Jets de New York                   | 15 mars           | 3 ans - 45 million de $     |
| RB    | Samaje Perine       | Bengals de Cincinnati              | 17 mars           | 2 ans - 3,3 million de $    |
| G     | Alex Redmond        | Patriots de la Nouvelle-Angleterre | 17 mai            | 1 an - 1,080 million de $   |
| WR    | John Ross           | Giants de New York                 | 16 mars           | 1 an - 2,5 million de $     |
| CB    | LeShaun Sims        |                                    |                   |                             |
| G     | Quinton Spain       | Bengals de Cincinnati              | 23 mars           | 1 an - 1,127 million de $   |
| WR    | Mike Thomas         | Bengals de Cincinnati              | 18 mars           | 1 an - 1,015 million de $   |
| S     | Shawn Williams      | Cardinals de l'Arizona             | 29 mars           | 1 an - 1,075 million de $   |
| DT    | Xavier Williams     | Cardinals de l'Arizona             | 7 juin            | 1 an - 990 000 $            |
| FS    | Brandon Wilson      | Bengals de Cincinnati              | 16 mars           | 2 ans - 4,625 millions de $ |

#### Prêt
| Poste | Joueur    | Équipe 2021           | Date de signature | Contrat          |
| ----- | --------- | --------------------- | ----------------- | ---------------- |
| BC    | Tony Brun | Bengals de Cincinnati | 17 mars           | 1 an - 920 000 $ |

#### Droits exclusifs
| Poste | Joueur        | Équipe 2021           | Date de signature | Contrat          |
| ----- | ------------- | --------------------- | ----------------- | ---------------- |
| DE    | Amani Bledsoe | Bengals de Cincinnati | 31 mars           | 1 an - 780 000 $ |
| CC    | Jalen Davis   | Bengals de Cincinnati | 3 mars            | 1 an - 850 000 $ |

#### Signatures
| Poste | Joueur           | Équipe 2020                   | Date de signature | Contrat                     |
| ----- | ---------------- | ----------------------------- | ----------------- | --------------------------- |
| DE    | Trey Hendrickson | Saints de la Nouvelle-Orléans | 15 mars           | 4 ans - 60 millions $       |
| CB    | Chidobe Awuzie   | Cowboys de Dallas             | 16 mars           | 3 ans - 21,75 millions de $ |
| CB    | Mike Hilton      | Steelers de Pittsburgh        | 16 mars           | 4 ans - 24 millions de $    |
| DT    | Larry Ogunjobi   | Browns de Cleveland           | 17 mars           | 1 an - 6,2 millions de $    |
| OT    | Riley Reiff      | Vikings du Minnesota          | 19 mars           | 1 an - 7,5 millions de $    |
| CB    | Eli Apple        | Panthers de la Caroline       | 23 mars           | 1 an - 1,2 million de $     |
| S     | Ricardo Allen    | Falcons d'Atlanta             | 24 mars           | 1 an - 1,49 million de $    |
| TE    | Thaddée Moss     | Washington Football Club      | 12 avril          | 1 an - 660 000 $            |
| WR    | Trent Taylor     | 49ers de San Francisco        | 17 mai            | 1 an - 920 000 $            |
| S     | Kavon Frazier    | Dolphins de Miami             | 27 mai            | 1 an - 990 000 $            |
| WR    | Corne de Reece   | Vipers de Tampa Bay (XFL)     | 26 juillet        | 1 an - 660 000 $            |

### Libérés
| Poste | Joueur          | Date de sortie | équipe 2021             | Contrat                   |
| ----- | --------------- | -------------- | ----------------------- | ------------------------- |
| C     | B.J. Finney     | 5 mars         | Steelers de Pittsburgh  | 1 an - 1,127 million de $ |
| DT    | Geno Atkins     | 19 mars        |                         |                           |
| OT    | Bobby Hart      | 19 mars        | Bills de Buffalo        | 1 an - 1,127 million de $ |
| RB    | Giovani Bernard | 7 avril        | Buccaneers de Tampa Bay | 1 an - 1,075 million de $ |

### Échanges
- 19 mars – Le quarterback Ryan Finley et le choix du septième tour des Bengals en 2021 (no 231 au total) ont été échangés aux Texans de Houston pour le choix du sixième tour des Texans en 2021 (no 200 au total)[49].
- 30 août - Le centre Billy Price a été échangé aux Giants de New York contre le defensive tackle B. J. Hill[50].

### Draft
| Tour | Choix | Joueur              | Poste            | Université               | Remarques                                                                                                  |
| 1    | 05    | Ja'Marr Chase       | Wide receiver    | Tigers de LSU            | Titulaire et Pro Bowler dès sa 1re saison                                                                  |
| 2    | 046   | Jackson Carman (en) | Tackle           | Tigers de Clemson        | Choix obtenu des Patriots de la Nouvelle-Angleterre                                                        |
| 3    | 069   | Joseph Ossai (en)   | Defensive end    | Longhorns du Texas       | |
| 4    | 111   | Cameron Sample (en) | Defensive end    | Green Wave de Tulane     | |
| 4    | 122   | Tyler Shelvin (en)  | Defensive tackle | Tigers de LSU            | Choix obtenu des Cardinals de l'Arizona via les Texans de Houston et le Patriots de la Nouvelle-Angleterre |
| 4    | 139   | D'Ante Smith (en)   | Tackle           | Pirates d'East Carolina  | Choix obtenu des Patriots de la Nouvelle-Angleterre                                                        |
| 5    | 149   | Evan McPherson      | Kicker           | Gators de la Floride     | Titulaire dès sa 1re saison                                                                                |
| 6    | 190   | Trey Hill (en)      | Centre           | Bulldogs de la Géorgie   | |
| 6    | 202   | Chris Evans (en)    | Running back     | Wolverines du Michigan   | Choix obtenu des Dolphins de Miami via les Texans de Houston                                               |
| 7    | 235   | Wyatt Hubert (en)   | Defensive end    | Wildcats de Kansas State | Choix obtenu des Lions de Détroit via les Seahawks de Seattle                                              |

Échanges
- Seattle a échangé le centre BJ Finney et le choix de septième tour de Detroit (no 235) à Cincinnati pour l'ailier défensif Carlos Dunlap.
- Cincinnati a échangé Ryan Finley et le choix de septième tour (no 248) aux Texans de Houston en échange d'un choix de sixième tour (no 202).
- Cincinnati a échangé son choix de deuxième tour (38e au total) aux Patriots de la Nouvelle-Angleterre en échange duchoix de deuxième tour des Patriots (46e au total) et de deux choix de quatrième tour (122e et 139e au total).

### Joueurs libres non draftés
Les Bengals ont annoncé leurs joueurs libres non drafté le 14 mai.
| Joueur             | Position | Université   | Date       | Libéré le |
| ------------------ | -------- | ------------ | ---------- | --------- |
| Pooka Williams Jr. | RB       | Kansas       | 14 mai     | 31 août   |
| Pro Wells          | TE       | TCU          | 14 mai     | 16 août   |
| Antonio Phillips   | CC       | Ball State   | 14 mai     | 31 août   |
| Darius Hodge       | DE       | Marshall     | 14 mai     |           |
| Riley Lee          | WR       | Northwestern | 14 mai     | 16 août   |
| Drue Chrisman      | P        | Ohio State   | 14 mai     | 31 août   |
| Gunnar Vogel       | OT       | Northwestern | 27 juillet | 31 août   |

## Bengals dans le Top 100 de la NFL
| Rang | Joueur           | Poste |
| ---- | ---------------- | ----- |
| 73   | Trey Hendrickson | DE    |
| 90   | Jessie Bates     | FS    |

## Avant saison
Les adversaires et le calendrier d'avant saison des Bengals ont été annoncés le 12 mai.
| Semaine | Date    | Adversaire               | Résultat | Résultat | Série | Lieu                  | Résumé |
| ------- | ------- | ------------------------ | -------- | -------- | ----- | --------------------- | ------ |
| 1       | 14 août | Buccaneers de Tampa Bay  | V        | 19–14    | 1–0   | Raymond James Stadium | résumé |
| 2       | 20 août | Washington Football Club | D        | 13–17    | 1–1   | Champ FedEx           | résumé |
| 3       | 29 août | Dolphins de Miami        | D        | 26–29    | 1–2   | Paul Brown Stadium    | résumé |

## Saison régulière

### Calendrier
Le calendrier des Bengals 2021 a été annoncé le 12 mai.
| Semaine | Date         | Adversaire              | Résultat | Résultat | Bilan | Lieux                      | Résumé |
| ------- | ------------ | ----------------------- | -------- | -------- | ----- | -------------------------- | ------ |
| 1       | 12 septembre | Vikings du Minnesota    | V        | 27ET24   | 1–0   | Paul Brown Stadium         | Résumé |
| 2       | 19 septembre | Bears de Chicago        | D        | 17–20    | 1–1   | Soldier Field              | Résumé |
| 3       | 26 septembre | Steelers de Pittsburgh  | V        | 24–10    | 2–1   | Heinz Field                | Résumé |
| 4       | 30 septembre | Jaguars de Jacksonville | V        | 24–21    | 3–1   | Paul Brown Stadium         | Résumé |
| 5       | 10 octobre   | Packers de Green Bay    | D        | 22ET25   | 3–2   | Paul Brown Stadium         | Résumé |
| 6       | 17 octobre   | Lions de Détroit        | V        | 34–11    | 4–2   | Ford Field                 | Résumé |
| 7       | 24 octobre   | Ravens de Baltimore     | V        | 41–17    | 5–2   | M&T Bank Stadium           | Résumé |
| 8       | 31 octobre   | Jets de New York        | D        | 31–34    | 5–3   | MetLife Stadium            | Résumé |
| 9       | 7 novembre   | Browns de Cleveland     | D        | 16–41    | 5–4   | Paul Brown Stadium         | Résumé |
| 10      | Bye          | Bye                     | Bye      | Bye      | Bye   | Bye                        | Bye    |
| 11      | 21 novembre  | Raiders de Las Vegas    | V        | 32–13    | 6–4   | Allegiant Stadium          | Résumé |
| 12      | 28 novembre  | Steelers de Pittsburgh  | V        | 41–10    | 7–4   | Paul Brown Stadium         | Résumé |
| 13      | 5 décembre   | Chargerss de os Angeles | D        | 22–41    | 7–5   | Paul Brown Stadium         | Résumé |
| 14      | 12 décembre  | 49ersde San Francisco   | D        | 23ET26   | 7–6   | Paul Brown Stadium         | Résumé |
| 15      | 19 décembre  | Broncoss de enver       | V        | 15–10    | 8–6   | Empower Field at Mile High | Résumé |
| 16      | 26 décembre  | Ravens de Baltimore     | V        | 41–21    | 9–6   | Paul Brown Stadium         | Résumé |
| 17      | 2 janvier    | Chiefs de Kansas City   | V        | 34–31    | 10–6  | Paul Brown Stadium         | Résumé |
| 18      | 9 janvier    | Browns de Cleveland     | D        | 16–21    | 10–7  | FirstEnergy Stadium        | Résumé |

Note : les adversaires intra-division sont en gras.

### Classements

#### Division
| AFC North                 | V  | D | N | V/D  | Div | Conf | PM  | PE  | S  |
| ------------------------- | -- | - | - | ---- | --- | ---- | --- | --- | -- |
| y – Bengals de Cincinnati | 10 | 7 | 0 | .588 | 4-2 | 8-4  | 460 | 376 | 1D |
| Steelers de Pittsburgh    | 9  | 7 | 1 | .559 | 4-2 | 7-5  | 343 | 398 | 2V |
| Browns de Cleveland       | 8  | 9 | 0 | .471 | 3-3 | 5-7  | 349 | 371 | 1V |
| Ravens de Baltimore       | 8  | 9 | 0 | .471 | 1-5 | 5-7  | 387 | 392 | 6D |

#### Conférence
| No                                          | Franchise                      | V  | D  | N | V/D  | Dom   | Ext | Div | Conf | PM   | PE  | Dif  | S  |
| ------------------------------------------- | ------------------------------ | -- | -- | - | ---- | ----- | --- | --- | ---- | ---- | --- | ---- | -- |
| Leader de division                          |                                |    |    |   |      |       |     |     |      |      |     |      |    |
| 1                                           | z – Titans du Tennessee        | 12 | 5  | 0 | .706 | 7-2   | 5-3 | 5-1 | 8-4  | 419  | 354 | +65  | 3V |
| 2                                           | y – Chiefs de Kansas City      | 12 | 5  | 0 | .706 | 7-2   | 5-3 | 5-1 | 7-5  | 480  | 364 | +116 | 1V |
| 3                                           | y – Bills de Buffalo           | 11 | 6  | 0 | .647 | 6-3   | 5-3 | 5-1 | 7-5  | 483  | 289 | +194 | 4V |
| 4                                           | y – Bengals de Cincinnati      | 10 | 7  | 0 | .588 | 5-4   | 5-3 | 4-2 | 8-4  | 460  | 376 | +84  | 1D |
| Wild Cards                                  |                                |    |    |   |      |       |     |     |      |      |     |      |    |
| 5                                           | Raiders de Las Vegas           | 10 | 7  | 0 | .588 | 5-4   | 5-3 | 3-3 | 8-4  | 374  | 439 | -65  | 4V |
| 6                                           | Patriots de la Nlle-Angleterre | 10 | 7  | 0 | .588 | 4-5   | 6-2 | 3-3 | 8-4  | 462  | 303 | +159 | 1D |
| 7                                           | Steelers de Pittsburgh         | 9  | 7  | 1 | .559 | 6-2-1 | 3-5 | 4-2 | 7-5  | 343  | 398 | -55  | 2V |
| Non qualifiés pour les séries éliminatoires |                                |    |    |   |      |       |     |     |      |      |     |      |    |
| 8                                           | Colts d'Indianapolis           | 9  | 8  | 0 | .529 | 4-5   | 5-3 | 3-3 | 7-5  | 4451 | 365 | +86  | 2D |
| 9                                           | Dolphins de Miami              | 9  | 8  | 0 | .529 | 6-3   | 3-5 | 4-2 | 6-6  | 341  | 373 | -32  | 1V |
| 10                                          | Chargers de Los Angeles        | 9  | 8  | 0 | .563 | 5-4   | 4-4 | 3-3 | 6-6  | 474  | 459 | +15  | 1D |
| 11                                          | Browns de Cleveland            | 8  | 9  | 0 | .471 | 6-3   | 2-6 | 3-3 | 5-7  | 349  | 371 | -22  | 1V |
| 12                                          | Ravens de Baltimore            | 8  | 9  | 0 | .471 | 5-4   | 3-5 | 1-5 | 5-7  | 387  | 392 | -5   | 6D |
| 13                                          | Broncos de Denver              | 7  | 10 | 0 | .412 | 4-5   | 3-5 | 1-5 | 3-9  | 335  | 322 | +13  | 4D |
| 14                                          | Jets de New York               | 4  | 13 | 0 | .235 | 3-6   | 1-7 | 0-6 | 4-8  | 310  | 504 | -194 | 2D |
| 15                                          | Texans de Houston              | 4  | 13 | 0 | .235 | 2-7   | 2-6 | 3-3 | 4-8  | 280  | 452 | -172 | 2D |
| 16                                          | Jaguars de Jacksonville        | 3  | 14 | 0 | .176 | 3-6   | 0-8 | 1-5 | 3-9  | 253  | 457 | -204 | 1V |

## Série éliminatoire
| Tour           | Date       | Heure locale | Adversaire (tête de série) | Résultat | Résultat | Série | Lieu             | Diffusion | résumé |
| -------------- | ---------- | ------------ | -------------------------- | -------- | -------- | ----- | ---------------- | --------- | ------ |
| Wild Card      | 15 janvier | 16:35        | Raiders de Las Vegas (5)   | V        | 26 - 19  | 1–0   | Stade Paul Brown | CNB       | résumé |
| Division       | 22 janvier | 16:35        | Titans du Tennessee (1)    | V        | 19 - 16  | 2–0   | Stade Nissan     | SCS       | résumé |
| Finale AFC     | 30 janvier | 15:05        | Chiefs de Kansas City (2)  | V        | 27 ET 24 | 3–0   | Stade Arrowhead  | SCS       | résumé |
| Super Bowl LVI | 13 février | 18h30        | Rams de Los Angeles (N4)   | D        | 20 - 23  | 3–1   | Stade Sofi       | CNB       | Résumé |

Note : Bien que joué dans le stade des Rams, le Super Bowl est toujours officiellement disputé sur terrain neutre ce qui explique que les Bengals aient été désignés comme l'équipe jouant à domicile en vertu de l'alternance entre les conférences AFC et NFC.

## Statistiques

### Équipe
| Catégorie                | Total de yards | Yards par match | Classement NFL (sur 32) |
| ------------------------ | -------------- | --------------- | ----------------------- |
| Attaque à la passe       | 4 403          | 259,0           | 7e                      |
| Attaque à la course      | 1 742          | 102,5           | 23e                     |
| Total attaque            | 6 145          | 361,5           | 13e                     |
| Défense contre la passe  | 4 222          | 248,4           | 26e                     |
| Défense contre la course | 1 742          | 102,5           | 5e                      |
| Total défense            | 5 964'         | 350,8           | 18e                     |

### Joueurs
| Catégorie      | Joueur           | Total de yards |
| -------------- | ---------------- | -------------- |
| Attaque        |                  |                |
| Passes         | Joe Burrow       | 4 611          |
| Courses        | Joe Mixon        | 1 205          |
| Receveur       | Ja'Marr Chase    | 1 455          |
| Défense        |                  |                |
| Tacles en solo | Jessie Bates III | 67             |
| Sacks          | Trey Hendrickson | 14             |
| Interceptions  | Logan Wilson     | 4              |

Statistiques en fin de la saison 2021 de la NFL ,